# سارة سيدونس
سارة سيدونس (بالإنجليزية: Sarah Siddons)‏ (5 يوليو 1755 - 8 يونيو 1831)؛ ممثلة مسرحية بريطانية، اشتهرت بتجسيدها لشخصية ليدي ماكبث لوليم شكسبير، وسارة هي الأخت الكبرى لكل من جون فيليب كيمبل، تشارلز كيمبل، ستيفن كيمبل، «آن هاتون»، و«إليزابيث ويتلوك»، وعمة الممثلة «فاني كمبل».
ممثّلة مسرحيّة بريطانيّة، اشتهِرت بتجسيدها لشخصيّة "ليدي ماكبث" لويليام شكسبير. لعبت الكثير من الأدوار العظيمة للمأساة، متجنّبة الكوميديا.
كانت الأكبر من بين 12 طفلًا لروجر وسارة كيمبل، اللّذيْن قادا فرقة من الممثّلين المسافرين (كانوا من أسلاف عائلة مشهورة من الممثّلين لجيل ثالث، بما في ذلك الحفيدة المشهورة، فاني كيمبل)
هي الأخت الكبرى لكلّ من جون فيليب كيمبل، تشارلز كيمبل، ستيفن كيمبل، آن هانتون و اليلزابيث ويتلوك وايضا عمّة الممثّلة "فاني كيمبل".

## نشأتها
تلقّت رعاية خاصّة في صغرها، حيث تلقّت تعليمها الرّسميّ في سلسلة من المدارس النّهاريّة في ميدلاندز (Medlands) وشمال إنجلترا،  وتدرّبت على الاستنباط والغناء من قِبَل والدتها
في سنّ الثّانية عشرة، تمكّنت من تنمية الأداء المقنع بما فيه من الكفاية من اللّطف، حيث تمّت دعوتها مجّانًا لمدرسة هاري للسّيّدات الشّابّات في بيت ثورنلو في وورستر(Worster)
انضمّت سارة البالغة من العمر 18 عامًا إلى شركة تمثيليّة، أثناء عزفها في شلتنهام عام 1774، حيث التقت بأوّل اعتراف بها كممثّلة، عندما حصلت على تقدير مجموعة من الأشخاص المتميّزين" من خلال تصويرها Thomas Otway's Venice     Preserverv.
عام 1766 أرسلها والدها لتعمل في النّزّل عند السّيّدة ماري جريتهيد Mary Greatheed حيث تعلّمت أساسيّات فنّها.
بعد زواجها من ويليام سيدونس عام 1773، تمّ استدعاؤها إلى لندن، للانضمام إلى شركة جاريك في دروري لين.

## أعمالها
أوّل ظهور مسرحيٍّ موثّق لها كان عام 1766، حيث لعبت دور "أريئيل" في "العاصفة" (The Tempest) مع شركة والدها في كوفنتري.
امتدّ نطاق توصيفاتها من أدوار مثيرة للشّفقة مثل:
شخصيّة (Jane shore) في "التّائبة"؛ (Belvidera) في مأساة البندقيّة؛ "زارا"؛ "المتغطرِسَة" (Calisto)؛ لعبت دور روزاليندا في As You Like It لشكسبير؛ شخصيّة "بورشا" (Portia) في مسرحيّة "تاجر البندقيّة" لشكسبير، تبعتها سلسلة من الأدوار الكوميديّة والتراجيديّة. بالإضافة إلى دور "اللّيدي ماكبث" عام 1785. بالإضافة إلى دور"The Morning Bride" في هنري الثّامن، وكونستانس في "الملك جون".
قامت أيضًا بدور "هاملت" تسع مرّات على مدار 30 عامًا، لعبتْه حتّى سنّ الخمسين.

## وفاتها
في سنّ الخامسة والسّبعين، أُصيت سارة بمرض الحمّى الحادّة، وماتت في منزلها عام 1831، وشهدت جنازتها الشّركات الّتي عملت بها و اجتذبت حشودًا تجاوزت الـ  5000 شخص.

## روابط خارجية
- سارة سيدونس على موقع الموسوعة البريطانية (الإنجليزية)
- سارة سيدونس على موقع إن إن دي بي (الإنجليزية)